# Kamaka
Kamaka是起源于美国夏威夷的家族式烏克麗麗制造商。它是夏威夷歷史最久的烏克麗麗工廠，其產品較為昂貴。1916年，Kamaka創辦於夏威夷凯穆基。